# Ballon d'or (Algérie)
Pour les articles homonymes, voir Ballon d'or (homonymie).
Le Ballon d'or algérien est une récompense footballistique, créée en 2001 par le groupe de journaux algérien El Heddaf-Le Buteur. La récompense est remise annuellement au joueur algérien considéré comme étant le meilleur de la saison écoulée.

## Vainqueurs du Ballon d'or
| Année | Joueur            | Club                   |
| ----- | ----------------- | ---------------------- |
| 2001  | Djamel Belmadi    | Olympique de Marseille |
| 2002  | Ali Benarbia      | Manchester City        |
| 2003  | Amar Ammour       | USM Alger              |
| 2004  | Moussa Saib       | JS Kabylie             |
| 2005  | Billel Dziri      | USM Alger              |
| 2006  | Karim Ziani       | FC Sochaux             |
| 2007  | Karim Ziani       | Olympique de Marseille |
| 2008  | Rafik Saïfi       | FC Lorient             |
| 2009  | Madjid Bougherra  | Glasgow Rangers        |
| 2010  | Madjid Bougherra  | Glasgow Rangers        |
| 2011  | Ryad Boudebouz    | FC Sochaux             |
| 2012  | Sofiane Feghouli  | Valence CF             |
| 2013  | Islam Slimani     | Sporting Portugal      |
| 2014  | Yacine Brahimi    | FC Porto               |
| 2015  | Riyad Mahrez      | Leicester City         |
| 2016  | Riyad Mahrez      | Leicester City         |
| 2017  | Faouzi Ghoulam    | SSC Naples             |
| 2018  | Baghdad Bounedjah | Al Sadd SC             |

## Meilleur espoir
| Année | Joueur               | Club           |
| ----- | -------------------- | -------------- |
| 2001  | Yassine Bezzaz       | CS Constantine |
| 2002  | Yassine Bezzaz       | JS Kabylie     |
| 2003  | Zoubir Ouasti        | MC Oran        |
| 2004  | Hadj Bouguèche       | RC Kouba       |
| 2005  | Lazhar Hadj Aïssa    | ES Setif       |
| 2006  | Mokhtar Benmoussa    | Paradou AC     |
| 2007  | Mohamed Amine Aoudia | CR Belouizdad  |
| 2008  | Mohamed Seguer       | ES Setif       |
| 2010  | Ryad Boudebouz       | FC Sochaux     |
| 2011  | Brahim Boudebouda    | Le Mans        |
| 2012  | Youcef Belaïli       | ES Tunis       |
| 2013  | Zinedine Ferhat      | USM Alger      |
| 2014  | Akram Djahnit        | ES Setif       |
| 2015  | Oussama Darfalou     | RC Arba        |
| 2016  | Abderrahmane Meziane | USM Alger      |
| 2017  | Youcef Atal          | KV Courtrai    |
| 2018  | Hicham Boudaoui      | Paradou AC     |

## Palmarès par joueur
| Rang | Joueur           | Titres |
| ---- | ---------------- | ------ |
| 1    | Madjid Bougherra | 2      |
| 1    | Riyad Mahrez     | 2      |
| 1    | Karim Ziani      | 2      |

## Palmarès par club
| Rang | Clubs                  | Titres |
| ---- | ---------------------- | ------ |
| 1    | USM Alger              | 2      |
| 1    | Olympique de Marseille | 2      |
| 1    | FC Sochaux             | 2      |
| 1    | Leicester City         | 2      |
| 1    | Glasgow Rangers        | 2      |

## Autres trophées

### Meilleur joueur local
Ce trpophée remis au meilleur joueur de l'année du Championnat d'Algérie de football.
| Année | joueur               | Club      |
| ----- | -------------------- | --------- |
| 2010  | Abdelmoumene Djabou  | ES Sétif  |
| 2012  | Abdelmoumene Djabou  | ES Sétif  |
| 2013  | Mourad Delhoum       | ES Sétif  |
| 2017  | Abdelmoumene Djabou  | ES Sétif  |
| 2018  | Abderrahmane Meziane | USM Alger |

### Meilleur buteur
Ce trophée remis au meilleur buteur de l'année du Championnat d'Algérie de football.
| Année | joueur                            | Club                |
| ----- | --------------------------------- | ------------------- |
| 2001  | Issad Bourahli                    | USM Alger           |
| 2002  | Kamel Kherkhache Noureddine Daham | USM Blida ASM Oran  |
| 2003  | Moncef Ouichaoui                  | USM Alger           |
| 2004  | Adel El-Hadi                      | USM Annaba          |
| 2005  | Hamid Berguiga                    | JS Kabylie          |
| 2006  | Hamid Berguiga                    | JS Kabylie          |
| 2007  | Cheikh Omar Dabo                  | JS Kabylie          |
| 2008  | Nabil Hemani                      | JS Kabylie          |
| 2009  | Mohamed Messaoud                  | ASO Chlef           |
| 2010  | Hadj Bouguèche                    | MC Alger            |
| 2011  | El Arbi Hillel Soudani            | ASO Chlef           |
| 2012  | Mohamed Messaoud                  | ASO Chlef           |
| 2013  | Moustapha Djallit                 | MC Alger            |
| 2014  | Albert Ebossé Bodjongo            | JS Kabylie          |
| 2015  | Walid Derrardja                   | MC El Eulma         |
| 2016  | Mohamed Zaabia Mohamed Tiaïba     | MC Oran RC Relizane |
| 2017  | Ahmed Gasmi                       | NA Hussein Dey      |
| 2018  | Oussama Darfalou                  | USM Alger           |

### Meilleur gardien de but
Ce trophée remis au meilleur gardien algérien de l'année. Gant d'or (Algérie)
| Année | Gardien de but             | Club          |
| ----- | -------------------------- | ------------- |
| 2001  | Slimane Ould Mata          | CR Belouizdad |
| 2002  | Lounès Gaouaoui            | JS Kabylie    |
| 2003  | Hichem Mezaïr              | USM Alger     |
| 2004  | Lounès Gaouaoui            | JS Kabylie    |
| 2005  | Hichem Mezaïr              | CR Belouizdad |
| 2006  | Lounès Gaouaoui            | JS Kabylie    |
| 2007  | Lounès Gaouaoui            | WA Tlemcen    |
| 2008  | Lounès Gaouaoui            | USM Annaba    |
| 2009  | Faouzi Chaouchi            | ES Sétif      |
| 2010  | Raïs M'Bolhi               | Slavia Sofia  |
| 2011  | Raïs M'Bolhi               | CSKA Sofia    |
| 2012  | Raïs M'Bolhi               | CSKA Sofia    |
| 2013  | Mohamed Lamine Zemmamouche | USM Alger     |
| 2014  | Raïs M'Bolhi               | CSKA Sofia    |
| 2015  | Mohamed Lamine Zemmamouche | USM Alger     |
| 2017  | Abdelkader Salhi           | CR Belouizdad |
| 2018  | Moustapha Zeghba           | ES Sétif      |

### Meilleur entraîneur
| Année | Entraîneur         | Club          |
| ----- | ------------------ | ------------- |
| 2005  | Abdelkader Amrani  | ASO Chlef     |
| 2011  | Meziane Ighil      | ASO Chlef     |
| 2012  | Vahid Halilhodžić  | Algérie       |
| 2014  | Kheireddine Madoui | ES Sétif      |
| 2015  | Abdelkader Amrani  | MO Béjaïa     |
| 2017  | Badou Zaki         | CR Belouizdad |
| 2018  | Djamel Belmadi     | Algérie       |
| 2019  | Djamel Belmadi     | Algérie       |
| 2020  | Djamel Belmadi     | Algérie       |

### Meilleurs révélations
| Année | joueur                        | Club                                 |
| ----- | ----------------------------- | ------------------------------------ |
| 2006  | Sofiane Younes                | MC Alger                             |
| 2007  | Faouzi Chaouchi               | JS Kabylie                           |
| 2008  | Khaled Lemmouchia             | ES Sétif                             |
| 2009  | Karim Matmour Rafik Halliche  | Borussia Mönchengladbach CD Nacional |
| 2010  | Foued Kadir                   | Valenciennes FC                      |
| 2011  | Abderrahmane Hachoud          | ES Sétif                             |
| 2012  | Islam Slimani Essaïd Belkalem | CR Belouizdad JS Kabylie             |
| 2013  | Saphir Taïder                 | Inter Milan                          |
| 2015  | Ramy Bensebaini               | Montpellier                          |
| 2017  | Adam Ounas Ismaël Bennacer    | SSC Naples Empoli                    |

### Ballon d’or honorifique
| Année | joueur                                    |
| ----- | ----------------------------------------- |
| 2013  | Hacène Lalmas                             |
| 2014  | Mustapha Zitouni                          |
| 2015  | Ali Bencheikh                             |
| 2017  | Salah Assad Lakhdar Belloumi Rabah Madjer |
| 2018  | Issaad Bourahli Mehdi Cerbah              |

### Meilleure équipe de l’année
| Année | Club                      |
| ----- | ------------------------- |
| 2004  | JS Kabylie                |
| 2005  | ASO Chlef                 |
| 2006  | Équipe d'Algérie féminine |
| 2007  | ES Sétif                  |
| 2008  | JS Kabylie                |
| 2009  | ES Sétif                  |
| 2010  | MC Alger                  |
| 2011  | ASO Chlef                 |
| 2012  | ES Sétif                  |
| 2013  | ES Sétif USM Alger        |
| 2014  | ES Sétif                  |
| 2015  | ES Sétif                  |
| 2017  | ES Sétif                  |
| 2018  | CS Constantine            |

### Meilleur public de l’année
| Année | Club           |
| ----- | -------------- |
| 2014  | CS Constantine |
| 2015  | USM El Harrach |
| 2017  | CS Constantine |
| 2018  | JS Kabylie     |

### Meilleur arbitre
| Année | arbitre         |
| ----- | --------------- |
| 2006  | Mohamed Zekrini |
| 2007  | Djamel Haimoudi |
| 2008  | Mohamed Benouza |
| 2009  | Mohamed Benouza |
| 2013  | Djamel Haimoudi |
| 2014  | Djamel Haimoudi |

### Meilleur étranger de l’année
Ce trpophée remis au meilleur étranger de l'année du Championnat d'Algérie de football.
| Année | joueur                          | Club                  |
| ----- | ------------------------------- | --------------------- |
| 2004  | Jean Paul Yontcha               | CA Bordj Bou Arreridj |
| 2006  | Omar Daoud                      | JS Kabylie            |
| 2007  | Moussa Coulibaly                | MC Alger              |
| 2008  | Dahmed Ould Teguedi Demba Barry | MC Saïda JS Kabylie   |
| 2010  | Idrissa Coulibaly               | JS Kabylie            |
| 2018  | Ibrahim Amada                   | MC Alger              |

### Équipe type
| Année | Gardien de but                         | Défenseurs | Milieux de terrain                                                                                                 | Attaquants                                                                                 |
| ----- | -------------------------------------- | --- | --- | ------------------------------------------------------------------------------------------ |
| 2014  | Mohamed Lamine Zemmamouche (USM Alger) | Abderrahmane Hachoud (MC Alger) Toufik Zeghdane (MC Alger) Djamel Benlamri (JS Kabylie) Farouk Chafaï (USM Alger) | Zinedine Ferhat (USM Alger) Hamza Koudri (USM Alger) Kaddour Beldjilali (JS Saoura)                                | Akram Djahnit (ES Sétif) Ibrahim Chenihi (MC El Eulma) Hamza Boulemdaïs (CS Constantinois) |
| 2015  | Mohamed Lamine Zemmamouche (USM Alger) | Mohamed Meftah (USM Alger) Chemseddine Nessakh (MC Oran) Mohamed Naâmani (ASO Chlef) Ali Rial (JS Kaylie)         | Mohammed Benkhemassa (USM Alger) Ibrahim Amada (USM Harrach) Toufik Zerara (ES Sétif) Walid Derardja (MC El Eulma) | Okacha Hamzaoui (MO Béjaïa) Oussama Darfalou (RC Arba)                                     |